# Befriedeter Bezirk (Jagdrecht)
In Deutschland gilt: Als befriedeter Bezirk werden nach § 6 Satz 1 Bundesjagdgesetz (BJagdG) und den Jagdgesetzen der Bundesländer Grundflächen bezeichnet, auf denen die Jagdausübung ruht, das heißt Jagdhandlungen nicht ohne weitere Erlaubnis vorgenommen werden dürfen.

## Verortung
Beispiele für befriedete Bezirke im jagdrechtlichen Sinne sind Ortschaften, sonstige Gebäude, die vorwiegend dem Aufenthalt von Menschen dienen, und Friedhöfe. Nach § 6 Satz 3 BJagdG sind Tiergärten von den Regelungen des Jagdrechtes ausgenommen. Die Länder können in ihren Jagdgesetzen eigene Regeln erstellen. Zusätzlich können Teile von Jagdrevieren von den Jagdbehörden zu befriedeten Bezirken erklärt werden.
Auf Antrag und durch gerichtliches Urteil kann nach § 6a BJagdG aus ethischen Gründen ein Jagdbezirk befriedet werden.

## Ausnahme
Die Jagdausübung in befriedeten Bezirken kann fallweise notwendig sein (zum Beispiel Abschuss von Wildschweinen im Siedlungsbereich, Fang oder Abschuss von Waschbären oder Mardern), auch Kaninchen, Fuchs, Stockente und Ringeltaube. Hierfür sind Ausnahmegenehmigungen erforderlich. Diese werden von den Jagdbehörden und/oder Landespolizeibehörden meist ausschließlich dem so genannten „Stadtjäger“ erteilt. Im engeren Sinne ist hier nicht von Jagd zu sprechen (sie verbietet sich in befriedeten Bezirken), sondern eher von einer Abschussgenehmigung oder Tötungserlaubnis.